# 丘馬茨凱
47°32′38″N 36°19′12″E / 47.54389°N 36.32000°E
丘馬茨凯（烏克蘭語：Чумацьке）是位於烏克蘭東南部的村莊，由扎波羅熱州波洛希區的波洛希市鎮負責管轄。該村始建於1790年，面積0.72平方公里，海拔高度172米，2001年人口85，人口密度每平方公里117.9人。